# 四角嶼
四角嶼，為台灣澎湖縣馬公市的一個島嶼，面積約0.0218平方公里。島嶼位置在風櫃里蛇頭山西方約350公尺，最高處約高12公尺。
該島於台灣日治時期曾被用來隔離痲瘋病患；後因其地理位置的重要性，恰巧位於馬公港出海口，日軍於此島興建碉堡並派兵駐守。1998年時該島被國立屏東科技大學保育類野生動物收容中心選為台灣獼猴野放處，但因2001年時獮猴咬傷風櫃採蚵居民，引發當地民眾抗議而停止實驗。